# Estádio Defensores del Chaco
O Estádio Defensores del Chaco (em castelhano: Estadio Defensores del Chaco) é um estádio de futebol localizado na cidade de Assunção, capital do Paraguai. Oficialmente inaugurado em 4 de novembro de 1917, não possui nenhum clube como dono, pois pertence à Associação Paraguaia de Futebol, sendo usado primeiramente para abrigar os jogos da Seleção Paraguaia e também para jogos internacionais, como jogos da Copa Libertadores da América e Copa Sul-Americana disputados por Olimpia e Guaraní, dois dos clubes mais tradicionais da capital paraguaia e do país.

## Histórico
Em 1915, o presidente Eduardo Schaerer doou um terreno de sua propriedade para a recém-criada Liga Paraguaia de Futebol para a construção do atual estádio.
A construção começou em 1916 sob a presidência da Associação Paraguaia de Futebol de Enrique Pinho, sob o nome de Estadio de La Liga e como suas obras se estenderam por muitos anos, foi utilizado algumas vezes antes mesmo de estar concluído. No dia 4 de novembro de 1917, em meio às obras, o estádio foi inaugurado.
Em 1956, sofreu uma reforma e mudou de nome para Estadio de Puerto Sajonia, em referência ao bairro Sajonia, que é onde está localizado em Assunção.
Ao longo das décadas de 1950 e 1960, o Defensores passou por muitas reformas para ampliação da capacidade. No palco, também eram realizadas competições universitárias de faculdades tradicionais do Paraguai.
Recebeu seu sistema de iluminação no ano de 1968, e em 1974 mudou seu nome para "Defensores del Chaco" em homenagem aos soldados que lutaram na Guerra do Chaco entre o Paraguai e Bolívia. À época, soldados paraguaios utilizaram o local como base e centro de mobilização. Em 1935, parte dele foi destruída e apenas restaurada em 1939.
Em 1998, passou por novas reformas, para receber os jogos da Copa América de 1999 e das Eliminatórias da Copa do Mundo de 2002. Desde as Eliminatórias da Copa do Mundo de 2002 estão sendo realizadas obras para satisfazer as determinações da FIFA, e por esse motivo, sua capacidade passou de 50 mil para 42 354 pessoas. O campo de jogo é cercado por alambrado.

### Marzo Paraguayo
Em 1999 ocorreu um episódio que ficou conhecido como Marzo Paraguayo. A tensão teve origem no assassinato do vice-presidente Luis María Argaña, evento de responsabilidade de um comando paramilitar logo vinculado pela oposição ao presidente Raúl Cubas Grau e a Lino César Oviedo, homem forte na política paraguaia. Os dias seguintes foram marcados por fortes manifestações de opositores ao governo. Justamente no dia que uma multidão protestava em frente ao congresso, estava marcado um jogo entre Olimpia e Corinthians, pela Libertadores e a CONMEBOL forçou a disputa da partida. Apenas cinco mil pessoas foram ao Defensores del Chaco e nenhuma rádio transmitiu a partida, já que todas as atenções estavam voltadas ao cenário político. No intervalo houve um apagão no estádio. Esse cenário bateu forte em Luis Cubilla, treinador do Olimpia, que fugiu do estádio – primeiro, alegou-se que seria por problemas médicos, mas depois se revelou que Cubilla foi para casa proteger sua família. Grande parte do pequeno público que foi ao jogo sairia do estádio diretamente para protestar em frente ao congresso.
Em 26 de janeiro de 2010, cerca de 20 mil pessoas, a maioria com a camisa albirroja da Seleção Uruguaia, ocuparam as arquibancadas do Defensores del Chaco em vigília para apoiar Salvador Cabañas, atacante paraguaio do América do México que seguia internado em estado grave após receber um tiro na cabeça.

## Eventos sediados
Foi palco das finais da Copa América de 1979 e 1999, de dez decisões da Copa Libertadores e da Copa Intercontinental de 1979. Além disso, o estádio também foi palco de shows de grandes artistas como Bon Jovi e Paul McCartney. Foi escolhida como a sede da cerimônia de abertura nos Jogos Pan-Americanos Júnior de 2025.